# Natalie Merchant
Natalie Anne Merchant (Jamestown, Nova York, 26 d'octubre de 1963) és una cantant i compositora de rock alternatiu nord-americana. Va entrar al grup 10,000 Maniacs l'any 1981 i en va ser la vocalista i la lletrista principal. Es va quedar al grup durant els seus set primers àlbums i en va plegar per començar la seva carrera en solitari l'any 1993.

## Primers anys
Natalie Merchant va néixer el 26 d'octubre de 1963, a Jamestown (Nova York), i fou la tercera dels quatre fills d'Anthony i Anne Merchant. El seu avi patern, que tocava l'acordió, la mandolina i la guitarra, havia emigrat als Estats Units des de Sicília; el seu cognom abans d'anglicitzar era "Mercante".
Quan Merchant era petita, la seva mare escoltava música (principalment Petula Clark però també the Beatles, Al Green, Aretha Franklin) i va encoratjar els seus fills perquè estudiessin música, però no els va permetre veure la televisió a partir dels 12 anys de la Natalie. "Em portaven molt a la simfònica perquè a la meva mare li agradava molt la música clàssica. Però em van arrossegar per anar a veure els Styx quan tenia dotze anys. Vam haver de fer 100 milles en cotxe fins a Buffalo. Algú va vomitar al meu costat i la gent fumava maria. Va ser terrorífic. Recordo que els Styx tenien un piano blanc que pujava des de sota l'escenari. Era xocant i inspirador". "[La seva mare] tenia música de pel·lícules, tenia la banda sonora de West Side Story i South Pacific. I al final... sempre li havia agradat la música clàssica i llavors es va casar amb un músic de jazz i, per tant, aquest és el tipus de música que m'agradava. No vaig tenir mai amics que seguessin al voltant de l'estèreo i diguessin "ei, escolta aquesta" i, per tant, no vaig sentir mai ni tan sols a parlar de qui era el Bob Dylan fins que no vaig tenir 18 anys." Merchant explica que va passar molts anys sense televisió: "Vaig créixer en una casa on ningú no mirava les notícies de la televisió i ningú no llegia el diari. He anat descobrint aquestes coses a mesura que em faig gran, i les notícies m'han afectat més que mai".
Merchant va començar a treballar en una botiga de menjar dietètic als 16 anys. Va pensar en dedicar-se a l'educació especial després de participar en un curs d'estiu per a nens amb discapacitats, però l'any 1981 va començar a cantar en un grup, Still Life, que es va convertir en 10,000 Maniacs.

## Carrera

### 10,000 Maniacs

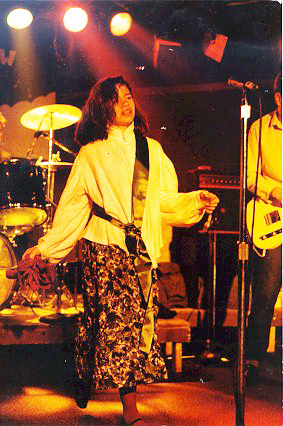
Merchant es va fer famosa pel seu estil de ball i el seu vestit senzill quan actuava amb 10,000 Maniacs.

Merchant fou la cantant solista i lletrista principal de 10,000 Maniacs, des dels inicis l'any 1981 mentre encara estudiava. Més endavant també va tocar al piano als discos d'estudi. El 1993 va anuncia que plegava del grup, justificant-ho per la manca de control creatiu de la música que escrivia amb el grup. La seva última gravació amb el grup, una versió de la cançó "Because the Night" de Bruce Springsteen i Patti Smith a l'actuació de 10,000 Maniacs a MTV Unplugged, va arribar al número 11 de les llistes Hot 100 el 18 de febrer de 1994, convertint-se en la cançó del grup que arribava més amunt de les llistes americanes.

### Tigerlily(1995)

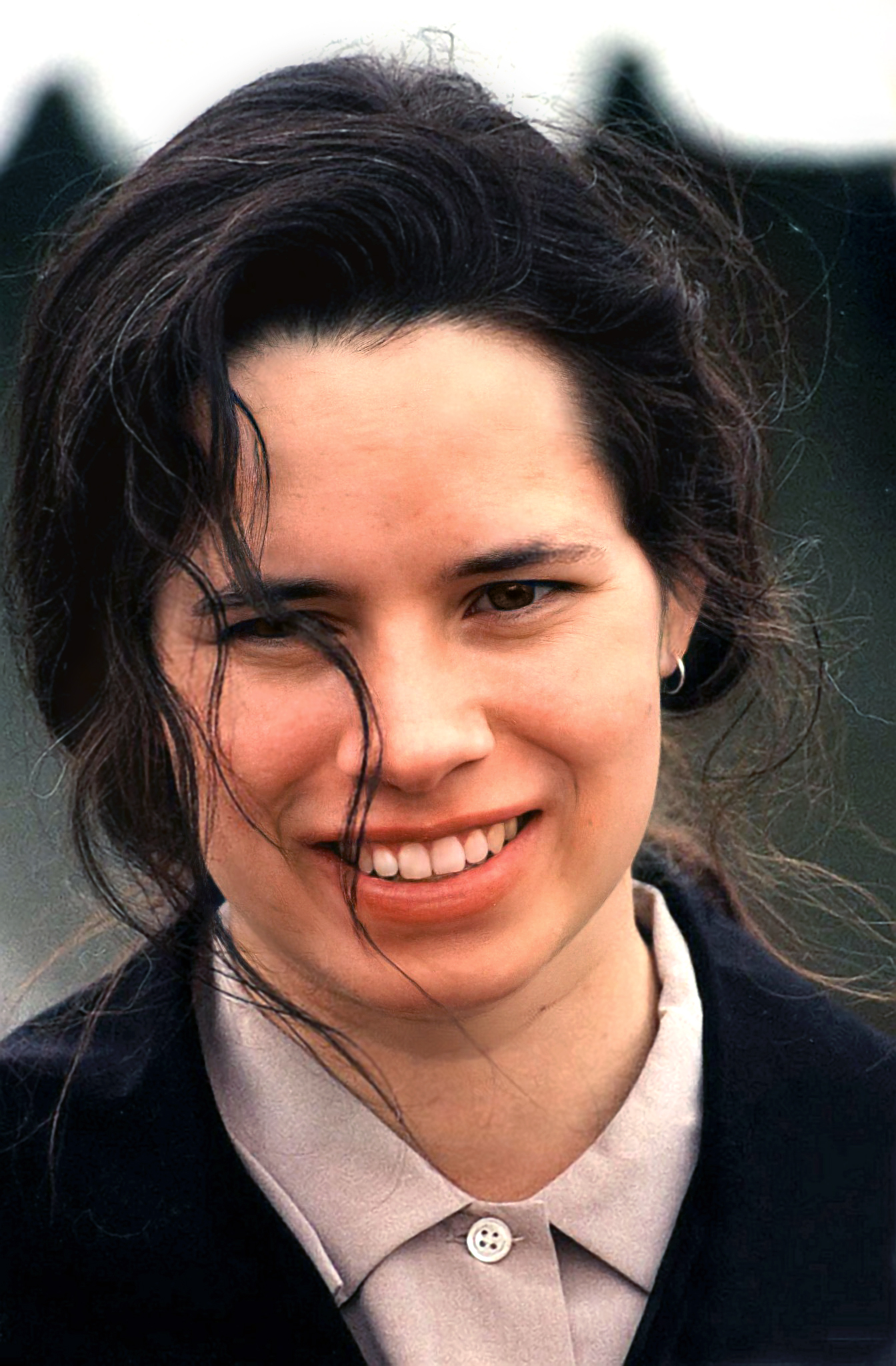
Merchant el 1995 en una actuació amb motiu del Dia de la Terra a Columbia (Maryland)

Després de partir peres amb 10,000 Maniacs, Merchant tenia tantes ganes de començar a escriure material propi que va anar a casa el mateix dia i va compondre la cançó "I May Know the Word", que en principi havia de sortir a la banda sonora de la pel·lícula de Tom Hanks Philadelphia. Al final, la cançó no va sortir a la banda sonora, però sí que es va publicar a l'àlbum de debut de Merchant en solitari, Tigerlily, que va publicar la discogràfica Elektra label el 1995.
La tercera canço de l'àlbum, "Beloved Wife", era la primera cançó que sortia al tràiler de la pel·lícula Missatge en una ampolla.
Tigerlily va ser un èxit de crítica i comercial, li va donar el seu primer èxit al top-ten amb el senzill "Carnival", i aconseguint el top-40 amb els següents senzills "Wonder" i "Jealousy". L'àlbum va acabar venent més de cinc milions de còpies, i encara és el seu àlbum que ha tingut més èxit. Va fer-ne moltes actuacions i aparicions televisives, actuant fins i tot al programa Saturday Night Live, al Rock and Roll Hall of Fame, i en programes de mitjanit. L'efecte immediat i crític dels mitjans de comunicació sobre la cultura i les icones culturals era especialment interessant per a Merchant. A "River", una cançó de Tigerlily, Merchant defensa River Phoenix alhora que critica els mitjans de comunicació per la seva dissecció sistemàtica de l'actor després de la seva mort.

### Ophelia(1998–1999)
Van passar tres anys abans Merchant no va publicar el seu segon treball en solitari, Ophelia. Mentre que Tigerlily tenia una instrumentació escassa, la música d'Ophelia tenia arrangements més elaborats. La represa del final de l'àlbum contenia un arranjament simfònic compost i dirigit pel compositor britànic Gavin Bryars amb qui col·laboraria al cap de nou anys per posar música als sonets de Shakespeare. Merchant va organitzar la gravació d'Ophelia com una sèrie de tallers, on convidava diferents músics que havia conegut al llarg dels anys a l'estudi de casa seva per col·laborar i gravar. Encara que Ophelia no és un àlbum conceptual en el sentit tradicional, el nom de l'àlbum i la cançó del títol són una referència literària a l'Ofèlia de Shakespeare.
El primer senzill que es va publicar de l'àlbum fou una cançó alegre i estranyament senzilla anomenada "Kind and Generous", que va sonar molt a la cadena VH1 i que va solidificar el rol de Merchant com a artista en solitari. Aquell estiu, Sarah McLachlan va convidar Merchant a encapçalar amb ella el festival de música més important de l'any, Lilith Fair. La publicitat de la gira va ajudar l'àlbum a aconseguir la certificació de Platí en poc menys d'un any, i els següents senzills "Break Your Heart " i "Life Is Sweet" van sentir-se per la ràdio en emissores de temàtica "adult contemporani". No es va filmar cap vídeo per al darrer senzill, i en comptes d'això es va utilitzar un clip de l'actuació de Merchant a VH1 Storytellers. També va aparèixer als programes Sessions at West 54th de PBS i Hard Rock Live de VH1 abans d'acabar l'any. In 1998, Merchant també va gravar "But Not for Me" de George Gershwin per a l'àlbum recopilatori Red Hot + Rhapsody de la Red Hot Organization, un homenatge a George Gershwin, que recaptava diners per a diferents organitzacions caritatives dedicades a la conscienciació i a la lluita contra la SIDA.
La gira d'Ophelia va acabar el 1999 amb les últimes actuacions gravant-se a Broadway. L'actuació es va publicar en l'àlbum Natalie Merchant: Live in Concert amb un vídeo d'acompanyament. L'actuació fou notable perquè contenia una colla de versions d'artistes com David Bowie, Neil Young, i Katell Keineg.
El 1998, Merchant va col·laborar a fer l'àlbum Mermaid Avenue amb Billy Bragg i Wilco, que va agafar lletres inèdites de Woody Guthrie amb música de Bragg. Va ser la cantant solista de la cançó "Birds and Ships" i va fer cors per a "Way Over Yonder in the Minor Key", i va tornar per al segon volum de l'àlbum l'any 2000 Mermaid Avenue Vol. II, fent la veu de la cançó "I Was Born".

### American folk music tour (2000) iMotherland(2001)
L'any 2000, Merchant es vam embarcar en una gira folk pels Estats Units amb el suport en moltes actuacions del grup d'alt-country Wilco.
El següent disc d'estudi de Merchant amb la discogràfica Elektra fou Motherland, publicat el 2001. Motherland és el seu punt àlgid d'experimentació musical. Motherland va arribar a la certificació Or a les llistes de Billboard després d'haver debutat en la posició 30 al Billboard 200 i al 13 als Top Internet Albums of 2001, respectivament. Rolling Stone va donar 3 1⁄2 estrelles a l'àlbum, i va remarcar una diferència en la veu de Merchant, que era més profunda i rasposa com la de Sade que en els seus àlbums anteriors. Els senzills que es van publicar de Motherland van ser "Just Can't Last", "Build a Levee" i "Tell Yourself".
Merchant es va embarcar en una gira mundial d'un any i mig de durada per promocionar Motherland. La primera etapa de la gira va començar a Minneapolis, Minnesota el 17 d'octubre de 2001, amb actuacions per tots els Estats Units, i anant a Europa per fer-hi algunes actuacions acústiques. Merchant també va participal al festival Rock am Ring i al Rock im Park el 2002. L'estiu de 2002, es va ajuntar amb Chris Isaak i van tocar en estadis i pavellons.

### The House Carpenter's Daughter(2003)

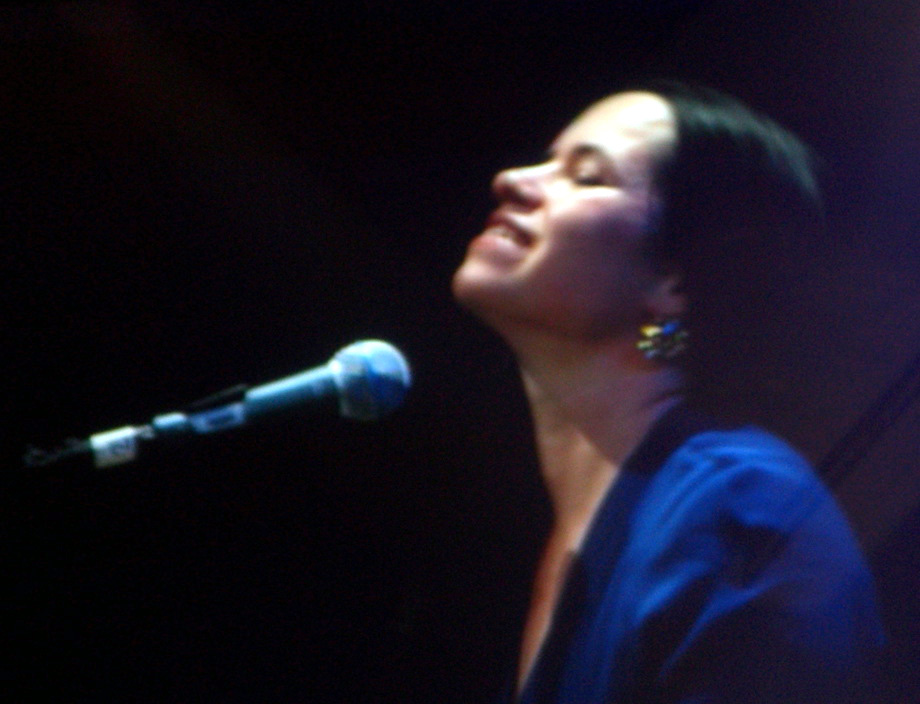
Merchant tocant el piano el 2005

Quan es va acabar el seu contracte amb Elektra l'agost de 2002, Merchant va decidir de no renovar amb ells ni amb cap altra gran discogràfica. El seu següent disc d'estudi, The House Carpenter's Daughter, es va publicar el setembre de 2003 amb la seva pròpia discogràfica, Myth America Records. Fins ara, és l'únic disc que ha publicat amb Myth America.

### Leave Your Sleep(2010)
L'octubre de 2009, els webs de Nonesuch Records i de Natalie Merchant van anunciar que havia signat per la discogràfica. Leave Your Sleep es va publicar el 13 d'abril de 2010 i és una recopilació de cinc anys d'inspiració a partir d'una "conversa" amb la seva filla sobre els "primers 6 anys de la seva vida". L'àlbum va entrar al Billboard Top 200 al número 17, al Billboard Folk Albums al número 1, Amazon.com al número 1, i iTunes al número 3. L'àlbum estava co-produït amb Andres Levin.
Merchant va contribuir una versió del "Learning the Game" de Buddy Holly a l'àlbum d'homenatge Listen to Me: Buddy Holly, publicat el 6 de setembre de 2011.

### Natalie Merchant(2014)
El febrer de 2014, Merchant va anunciar un àlbum epònim, que consistia en cançons noves. Fou la primera publicació de material nou des del Motherland de 2001. Natalie Merchant es va publicar el 6 de maig de 2014 a Nonesuch Records i el Daily Telegraph el va considerar Àlbum de la Setmana Va debutar a la posició 20 dels Top 200 àlbums and al número 2 de Folk Albums de les llistes de Billboard de la setmana del 24 de maig de 2014. Va començar la gira el 3 de juliol de 2014, a Kingston, Nova York, i va acabar al Pabst Theater de Milwaukee el 25 de juliol de 2014.

### Paradise Is There: The New Tigerlily Recordings(2015)
El 2015, Merchant va publicar un àlbum amb noves gravacions de les cançons del seu àlbum en solitari de mès èxit. En algunes hi va afegir un fons de corda, i d'altres les va deixar nues. Explica que "La distància que ha viatjat aquesta música un cop va sortir de les meves mans és aclaparadora, i m'emociona pensar quantes vides ha tocat de camí".

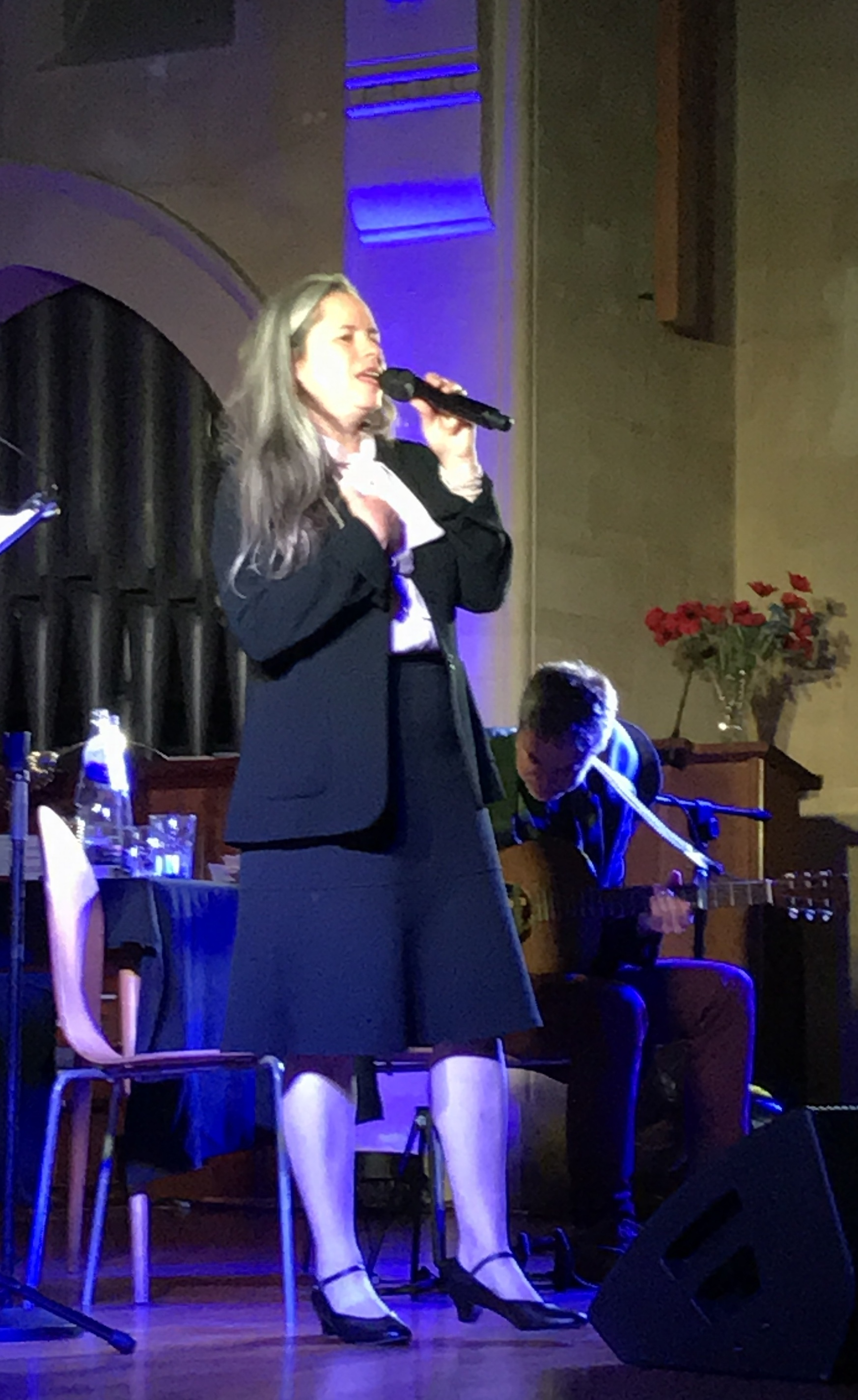
Merchant actuant amb Erik Della Penna a la guitarra a Emmanuel United Reformed Church, Cambridge, el 28 de juliol de 2018

### Butterfly(2017)
El 2017, Merchant va publicar Butterfly, una col·lecció de cançons noves i versions orquestrals de cançons gravades amb anterioritat.

### Keep Your Courage(2023 )
El 29 de novembre de 2022, Merchant va anunciar que publicaria el seu vuitè àlbum d'estudi, Keep Your Courage, el 14 d'abril de 2023 amb Nonesuch Records. L'àlbum va ser el primer de Merchant amb material nou des de l'àlbum epònim Natalie Merchant de 2014.

## Vida privada
Merchant va conèixer Michael Stipe dels R.E.M. el 1983. Es van fer bons amics i finalment van tenir una relació romàntica. Tots dos consideren que l'altre els ha inspirat en algunes de les seves composicions. En una entrevista amb The Independent, Stipe va dir, "Natalie fou el motiu real pel qual la meva obra es va polititzar a finals dels anys 80".
El 2003, Merchant es va casar amb Daniel de la Calle i va tenir una filla que es diu Lucia. En una entrevista el 2012, va dir que s'havia divorciat.

A Merchant li agrada treballar al jardí i pintar. Alguns quadres seus es poden veure al seu web. És vegetariana des de 1980, excepte mentre va estar embarassada, que va tornar a menjar carn de forma temporal. El 1997, va dir: 
| « | L'estètica dels anys 60 no m'ha atret mai de veritat, el Deadhead amb samarretes de colors corrent descalç pel bosc tot col·locat de LSD. No crec que jo sigui això de veritat. Però fa 17 anys que sóc vegetariana, i em considero ecologista tant com puc, tenint en compte la feina que tinc. Prefereixo viure al camp que a la ciutat—Ho trobo més sa i sostenible per a mi mateixa. | » |

Actualment es dedica a ensenyar manualitats a nens desfavorits a l'estat de Nova York.
El 2019 va patir ossificació del lligament longitudinal posterior, que va requerir una intervenció quirúrica, i no va poder cantar durant uns quants mesos.

## Activisme
El 2012, Merchant, juntament amb l'actor i escriptor Mark Ruffalo, van organitzar un concert per protestar contra el fracking de petroli i gas a l'estat de Nova York. De l'actuació se'n va fer un documental, escrit i dirigit per Jon Bowermaster, i titulat Dear Governor Cuomo. El 2013, va dirigir un documental curt titulat Shelter: A Concert Film to Benefit Victims of Domestic Violence, que es focalitzava en un grup de dones que vivien a la regió del mid-Hudson de l'estat de Nova York i responien a la crisi de violència domèstica a la seva comunitat amb compassió i creativitat. Fou inspirat per una actuació a benefici d'One Billion Rising, una campanya global per acabar amb la violència contra les dones, que es va fer el 14 de febrer de 2013. Merchant va presentar una projecció de la pel·lícula a l'església Old Dutch Church a Kingston, Nova York.
Merchant va criticar obertament el llavors president electe dels Estats Units Donald Trump, participatant en una protesta anti-Trump protest organitzada per Ruffalo i Michael Moore, celebrada al davant de l'edifici Trump International Hotel and Tower a Nova York el 19 de gener de 2017. Merchant va cantar la cançó "Motherland". Va acabar l'actuació amb una cantada en grup del "This Land Is Your Land'" de Woody Guthrie. La CNN va informar de l'actuació i la va emetre en directe.
Merchant és membre de l'organització caritativa canadenca Artists Against Racism i hi ha treballat per campanyes de concienciació.

## Premis i nominacions
| Premi                            | Any  | Nominat(s)        | Categoria                                         | Resultat  | Ref.   |
| -------------------------------- | ---- | ----------------- | ------------------------------------------------- | --------- | ------ |
| ASCAP Pop Music Awards           | 1997 | "Carnival"        | Cançons més interpretades                         | Guanyador | [ 42 ] |
| ASCAP Pop Music Awards           | 1997 | "Wonder"          | Cançons més interpretades                         | Guanyador | [ 42 ] |
| ASCAP Pop Music Awards           | 1997 | "Jealousy"        | Cançons més interpretades                         | Guanyador | [ 42 ] |
| ASCAP Pop Music Awards           | 1999 | "Kind & Generous" | Cançons més interpretades                         | Guanyador | [ 43 ] |
| Pollstar Concert Industry Awards | 1990 | 10,000 Maniacs    | Gira en sales petites de l'any                    | Nominat   | [ 44 ] |
| Pollstar Concert Industry Awards | 1990 | 10,000 Maniacs    | Actuació Sorpresa de l'Any                        | Nominat   | [ 44 ] |
| Pollstar Concert Industry Awards | 1990 | 10,000 Maniacs    | Següent Artista principal en pavellons importants | Nominat   | [ 44 ] |
| Pollstar Concert Industry Awards | 1996 | Ella mateixa      | Gira en sales petites de l'any                    | Nominat   | [ 45 ] |

## Discografia

### Amb 10,000 Maniacs
- Human Conflict Number Five (EP) (1982)
- Secrets of the I Ching (1983)
- The Wishing Chair (1985)
- In My Tribe (1987)
- Blind Man's Zoo (1989)
- Hope Chest: The Fredonia Recordings 1982–1983 (1990)
- Our Time in Eden (1992)
- MTV Unplugged (1993)
- Campfire Songs: The Popular, Obscure and Unknown Recordings (2004)

### En solitari
- 1995: Tigerlily
- 1998: Ophelia
- 2001: Motherland
- 2003: The House Carpenter's Daughter
- 2010: Leave Your Sleep
- 2014: Natalie Merchant
- 2015: Paradise Is There: The New Tigerlily Recordings
- 2017: Butterfly
- 2023: Keep Your Courage